# Gemcitabin
Gemcitabin je učinkovina, ki se uporablja pri zdravljenju raka. Je nukleozidni analog. Farmacevtsko podjetje Eli Lilly and Company ga trži pod zaščitenim imenom Gemzar.

## Farmakologija
S kemijskega vidika je gemcitabin nukleozidni analog in sicer analog pirimidina deoksicitidina, kjer je v vodik na drugem ogljikovem atomu zamenjan s fluorom.
Kot drugi pirimidinski analogi (npr. fluorouracil) se tudi gemcitabin med podvojevanjem vgrajuje v na novo nastajajočo molekulo DNK; gemcitabin nadomesti citidin in s tem prepreči nadaljnjo podaljševanje verige DNK, zaradi napačno sintetizirane DNK pa se v celici vključijo procesi programirane celične smrti (apoptoze). V tumorskih celicah neprestano poteka podvojevanje DNK in v prisotnosti gemcitabina se zavreta podvojevanje celic in rast tumorja. 

## Indikacije
Gemcitabin se uporablja pri različnih vrstah raka: pri nedrobnoceličnem pljučnem raku, raku trebušne slinavke, raku dojke ... 

## Neželeni učinki
Eden resnejših pogostih neželenih učinkov je zaviranje delovanja kostnega mozga. Pojavljajo se tudi mrtvine (nekroze) na koži, izpuščaj, izpadanje las, vnetje sluznic, bruhanje in slabost, jetrne in ledvične okvare, preobčutljivostne reakcije, pljučna fibroza, periferna nevropatija, vročina, dispneja (kratka sapa), edemi.